# Abbildungsmaßstab
Der Abbildungsmaßstab (Formelzeichen {\displaystyle \beta }), kurz oft Maßstab genannt, ist definiert als das Verhältnis zwischen der Bildgröße {\displaystyle y'} der optischen Abbildung eines Gegenstandes und dessen realer Objektgröße {\displaystyle y} oder Dinggröße. Alternativ kann der Abbildungsmaßstab auch über das Verhältnis von Bildweite {\displaystyle a'} zur Objektweite {\displaystyle a} bestimmt werden:
{\displaystyle \beta ={\frac {y'}{y}}={\frac {a'}{a}}}
Für {\displaystyle y=1} oder für {\displaystyle y'=1} ist es oft üblich, den Betrag des Abbildungsmaßstabs als das Verhältnis 1:y beziehungsweise y':1 anzugeben. Ist der Abbildungsmaßstab größer als 1 (in der Reproduktionstechnik meist als 100 % angegeben) spricht man von Vergrößerung, bei {\displaystyle \beta <1} von Verkleinerung.
- Bei einem Abbildungsmaßstab von 1 (100 %) sind die Abbildung und der Gegenstand gleich groß.
- Bei einem Abbildungsmaßstab von 0,5 (50 %) ist die Abbildung halb so groß wie der Gegenstand.
- Bei einem Abbildungsmaßstab von 2 (200 %) ist die Abbildung doppelt so groß wie der Gegenstand.

## Fotografie
In der Fotografie bezeichnet man als Abbildungsmaßstab den Betrag des Verhältnisses der Abbildungsgröße eines Objektes auf der Bildebene zur Größe des Originalobjektes selbst. Der Abbildungsmaßstab nimmt mit kleiner werdendem Abstand zum Objekt und mit Verlängerung der Objektivbrennweite zu.
Aufgrund der einem jeden Objektiv eigenen Naheinstellgrenze (der Mindestabstand zum Objekt), unterhalb derer es nicht mehr möglich ist, auf das Objekt zu fokussieren, kann der Objektabstand allerdings nicht beliebig verringert werden.
Spezielle Objektive für die Makrofotografie, die sogenannten Makro-Objektive, können mit einem besonders geringen Objektabstand eingesetzt werden und ermöglichen dadurch einen besonders großen Abbildungsmaßstab, wie beispielsweise 0,5 (die Abbildung ist halb so groß wie das Objekt) oder 1 (Objekt wird in Originalgröße in der Bildebene abgebildet). Bei einem Abbildungsmaßstab von mindestens 0,25 wird ein Objektiv als makrofähig bezeichnet. Normale Objektive erzielen maximale Abbildungsmaßstäbe im Bereich von 1:7 bis 1:9.
Ein Anfang der 1990er Jahre vorgestelltes Spezialobjektiv von Minolta, das Minolta AF Macro Zoom 3x–1x (1:1,7–1:2,8), ermöglicht sogar einen Abbildungsmaßstab von 3; es kann also ein Objekt dreifach vergrößert in die Bildebene abbilden. Um derartige Abbildungsmaßstäbe ohne Spezialobjektive zu erzielen, müssen normalerweise ein Balgengerät, Zwischenringe und zusätzlich ein Objektiv in Retrostellung zur Vermeidung von Farbfehlern eingesetzt werden.
Beispiele zur Berechnung des Abbildungsmaßstabes:
- Bildet die Kamera einen 20 cm hohen Kopf in der Bildebene mit einer Höhe von 0,5 Zentimetern ab, so ist der Betrag des Abbildungsmaßstabs 0,5:20 = 1:40 = 0,025
- Wird ein 36 Millimeter langes Insekt in der Bildbreite von 36 Millimetern formatfüllend auf Kleinbildfilm abgebildet, bedeutet dies, dass der Abbildungsmaßstab 1 beträgt

Häufig unterlassen es die Hersteller von Wechselobjektiven, den mit einem bestimmten Objektiv erzielbaren Abbildungsmaßstab anzugeben; stattdessen wird häufig nur der kürzestmögliche Objektabstand angegeben. Diese Angabe lässt jedoch nur einen indirekten Rückschluss über den effektiv erzielbaren Abbildungsmaßstab zu, zumal viele Objektive mit Kameragehäusen verschiedener Bildsensorgrößen verwendet werden können. Mit Testaufnahmen lässt sich der Abbildungsmaßstab jedoch ermitteln.

### Räumliche Motive

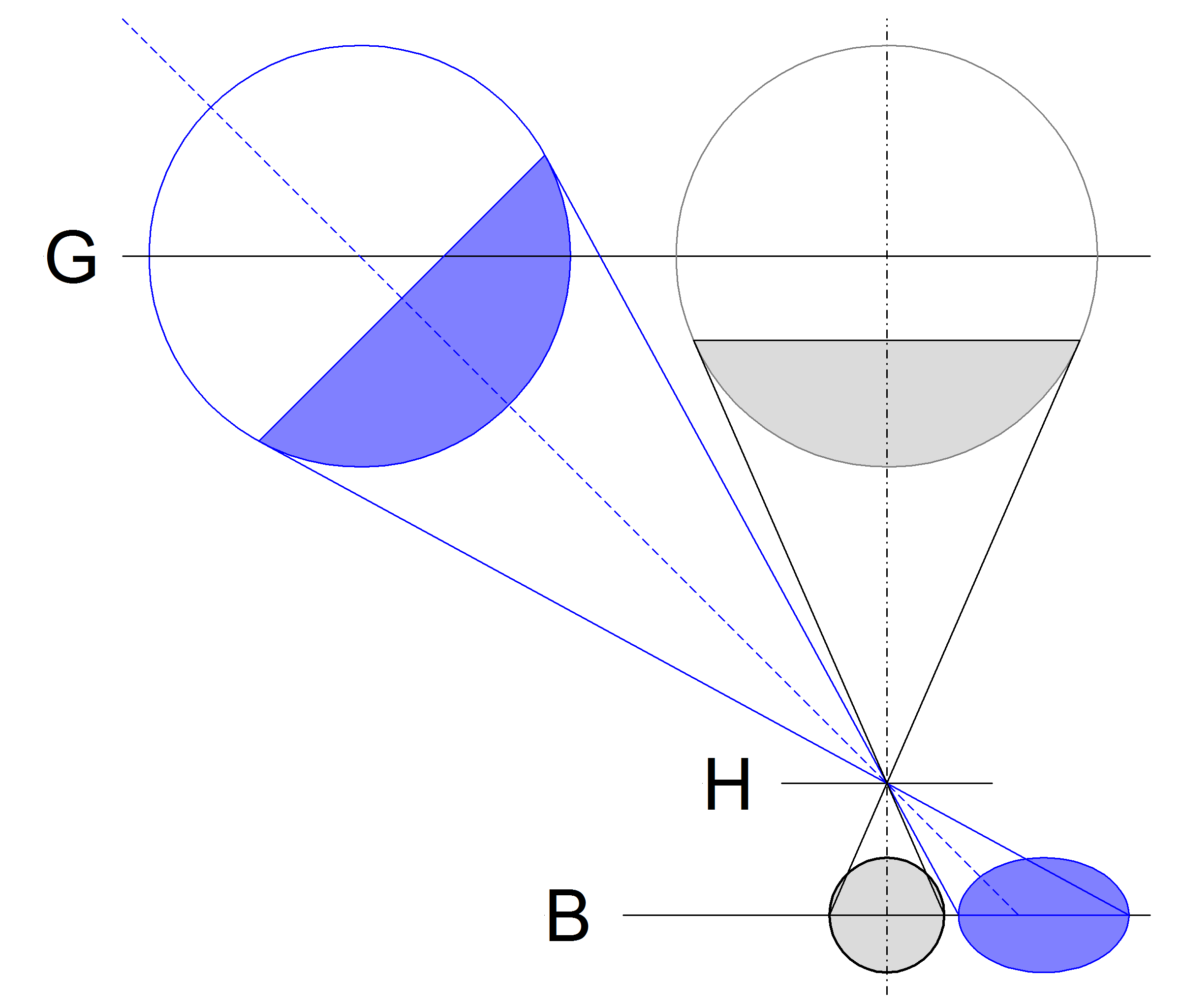
Verzerrung bei der optischen Abbildung einer Kugel in der Gegenstandsebene G über die Hauptebene H in die Bildebene B.

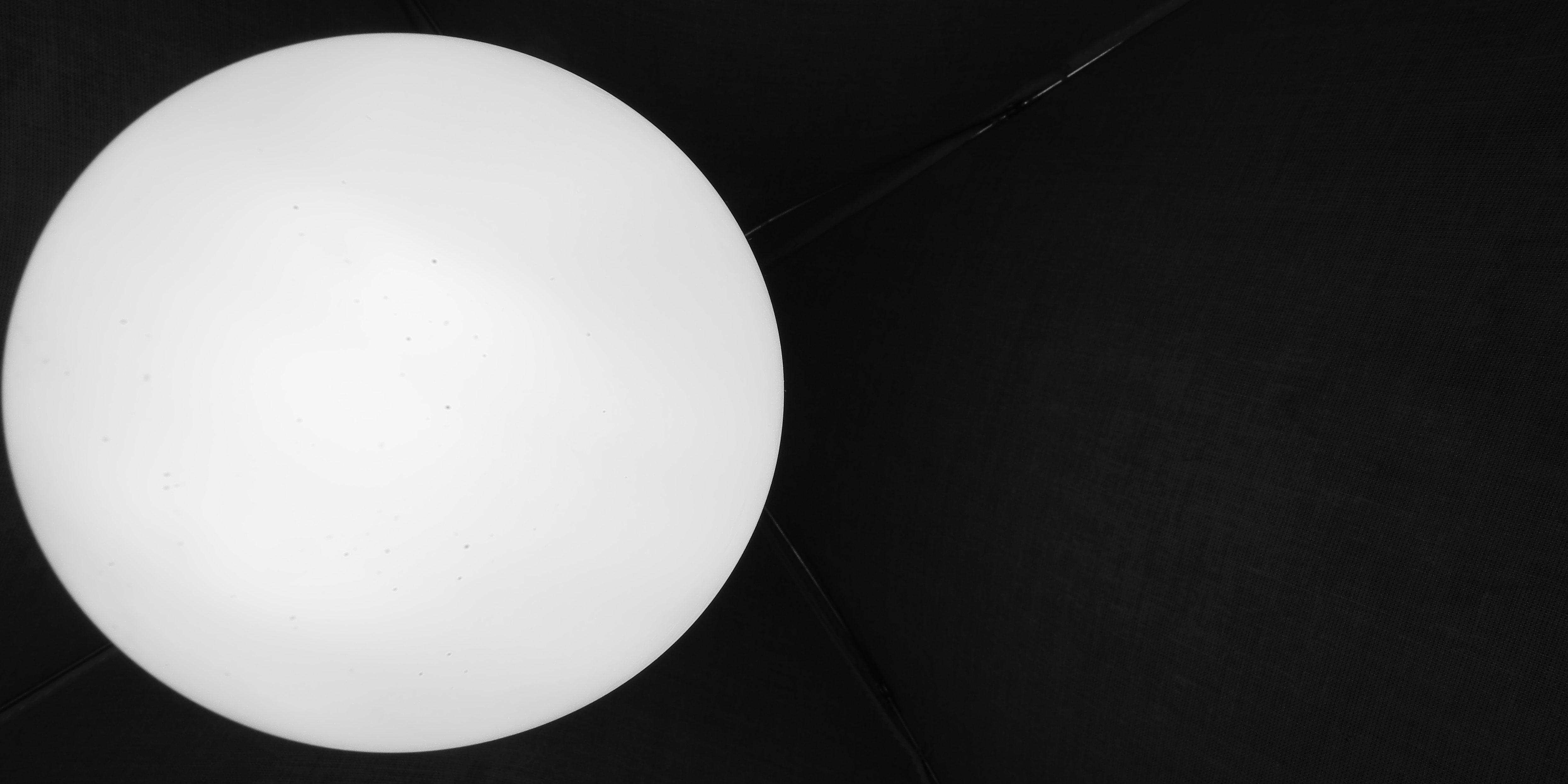
Kugelförmiges Leuchtmittel aus sehr kurzem Abstand mit einem verzeichnungsfreien Ultraweitwinkelobjektiv aufgenommen. Der rechte Rand der Abbildung der Kugel ist in der Bildmitte, der linke Rand der Kugel ist am linken Bildrand. Es ist wegen des Bildseitenverhältnisses von 2:1 deutlich zu erkennen, dass die Breite der abgebildeten Kugel deutlich größer ist als die Höhe, so dass deren Rand ellipsenförmig erscheint.

Bei der Abbildung von räumlichen Objekten variiert der Abbildungsmaßstab mit der Objektweite. Die daraus resultierenden geometrischen Effekte sind keine Abbildungsfehler der verwendeten Objektive.
Dies kann zum Beispiel dazu führen, dass parallele Objektkanten als nicht-parallele stürzende Linien abgebildet werden.
Die Strahlen vom kreisförmigen Rand einer Kugel, deren Mittelpunkt sich nicht auf der optischen Achse befindet, werden bei einer optischen Abbildung zwangsläufig bei unterschiedlichen Objektweiten erfasst und haben in der Abbildung daher verschiedene Abbildungsmaßstäbe, die zu einer geometrischen Verzerrung der Kreisform in der Abbildung führen. Die näher an der optischen Achse liegenden Objektpunkte liegen weiter entfernt als die Objektpunkte, die weiter von der optischen Achse entfernt sind. Deswegen ist der Abbildungsmaßstab umso größer, je weiter sich die Bildpunkte am Bildrand befinden. Insbesondere bei der Verwendung von Weitwinkelobjektiven kann dies wegen der großen Bildwinkel zu deutlich erkennbaren Deformationen in den Abbildungen führen.

## Relativer Abbildungsmaßstab
Der relative Abbildungsmaßstab {\displaystyle m_{\text{rel}}} ist definiert als das Verhältnis des Maßstabs {\displaystyle m} einer optischen Abbildung mit der Brennweite {\displaystyle f} zum Maßstab {\displaystyle m_{\mathrm {N} }} bei einer optischen Abbildung mit der Normalbrennweite {\displaystyle f_{\mathrm {N} }}:
{\displaystyle m_{\text{rel}}={\frac {m}{m_{\mathrm {N} }}}}
Gleichzeitig ist für große Entfernungen der abgebildeten Gegenstände (die Gegenstandsweite ist deutlich größer als die Brennweite {\displaystyle f}) der relative Abbildungsmaßstab näherungsweise auch durch folgenden Ausdruck gegeben:
{\displaystyle m_{\text{rel}}={\frac {f}{f_{\mathrm {N} }}}}